# Lycosa russea
Lycosa russea este o specie de păianjeni din genul Lycosa, familia Lycosidae, descrisă de Schenkel, 1953. Conform Catalogue of Life specia Lycosa russea nu are subspecii cunoscute.